# Ла Гар
Ла Гар (фр. La Garde, Var) град је у Француској, у департману Вар.
По подацима из 1999. године број становника у месту је био 25.329.

## Демографија
| 1962. | 1968. | 1975.  | 1982.  | 1990.  | 1999.  | 2011.  |
| ----- | ----- | ------ | ------ | ------ | ------ | ------ |
| 6.273 | 9.629 | 15.506 | 19.805 | 22.412 | 25.329 | 25.613 |

## Градови побратими
- Монтесаркио
- Спа